# Ungerdorf
Ungerdorf war eine Gemeinde mit 1044 Einwohnern (Stand 1. Jänner 2025) in der Steiermark. Seit 2015 ist sie im Rahmen der Gemeindestrukturreform in der Steiermark mit den Gemeinden Labuch, Laßnitzthal, Nitscha und Gleisdorf zusammengeschlossen, die neue Gemeinde führt den Namen „Gleisdorf“ weiter.

## Geografie
Ungerdorf liegt im Bezirk Weiz im österreichischen Bundesland Steiermark.
Die Gemeinde bestand aus der einzigen Katastralgemeinden und Ortschaft Ungerdorf.

## Geschichte
Die Aufhebung der Grundherrschaften erfolgte 1848. Die Ortsgemeinde als autonome Körperschaft entstand 1850. Nach der Annexion Österreichs 1938 kam die Gemeinde zum Reichsgau Steiermark, 1945 bis 1955 war sie Teil der britischen Besatzungszone in Österreich.
Am 1. Jänner 2015 fusionierte Ungerdorf mit der Stadt Gleisdorf im Zuge der Steiermärkischen Gemeindestrukturreform.

## Wirtschaft und Infrastruktur
Die Gemeinde war Mitglied der Energie-Region Weiz-Gleisdorf.

## Politik
Letzte Bürgermeisterin war Rosemarie Taferl (ÖVP).
Der Gemeinderat setzte sich nach den Wahlen von 2010 wie folgt zusammen:
- 6 ÖVP
- 3 SPÖ

### Wappen
Die Verleihung des Gemeindewappens erfolgte mit Wirkung vom 1. September 1990.

Wappenbeschreibung:
„Von Rot und Silber gevierter Schild, darin farbverwechselt ein gespannter altungarischer Reflexbogen mit schrägrechts eingelegtem Pfeil.“

## Persönlichkeiten

### Ehrenbürger
- Franz Schaller († 2020), Bürgermeister von Ungerdorf 1960–1994[4]

### Söhne und Töchter der Gemeinde
- Hermann Schaller (1932–2025), Politiker (ÖVP) und Landesrat

## Sonstiges
Eine 3,5 m hohe blaue Pyramide, mit einem Symbol mit dem Europa-Sternenkreis, markiert seit 2004 einen Ortsteil von Ungerdorf bei Gleisdorf in 500 m Höhe, der bis dahin Ungerdorfberg hieß und ab da offiziell Europaberg genannt wird.